# Station White Notley
White Notley is een spoorwegstation van National Rail in White Notley, Braintree in Engeland. Het station is eigendom van Network Rail en wordt beheerd door Greater Anglia. 